# Per-Viktor Widengren
Per-Viktor Widengren (ur. 14 stycznia 1909 w Vingåker, zm. 25 kwietnia 1976) – szwedzki kierowca wyścigowy.

## Kariera wyścigowa
W wyścigach samochodowych Widengren startował głównie w wyścigach Grand Prix, a szczególnie w tych organizowanych na torach lodowych. W 1933 roku odniósł zwycięstwo w Zimowym Grand Prix Szwecji. Na najwyższym stopniu podium stawał także w wyścigach Munkkiniemenajo, Vallentunaloppet oraz Lĺngforssjön. W latach 1934–1935 był najlepszy w organizowanym na zamarzniętym jeziorze Grand Prix Norwegii. W wyścigach letnich odniósł zwycięstwo w Grand Prix Finlandii 1932. We Lwowie, w Grand Prix Lwowa 1933 stanął na drugim stopniu podium.